# Luci Mari (tribú)
Luci Mari (en llatí Lucius Marius) va ser un polític i magistrat romà del segle i aC. Formava part de la gens Mària, una antiga gens romana d'origen plebeu.
Va ser tribú de la plebs l'any 62 aC, i va exercir conjuntament amb Cató d'Útica. Els dos homes van aconseguir fer aprovar la llei Maria Porcia anomenada De Triumphis, que volia evitar que els generals presentessin els seus èxits amb exageració per a obtenir un triomf. La història és explicada per l'historiador Valeri Màxim.